# Sphingicampa jacca
Sphingicampa jacca är en fjärilsart som beskrevs av William Schaus 1920. Sphingicampa jacca ingår i släktet Sphingicampa och familjen påfågelsspinnare. Inga underarter finns listade i Catalogue of Life.